# Gomereta
Gomereta és una possessió del terme de Llucmajor, Mallorca. Està situada a la marina.
Aquesta possessió és una segregació de la possessió Gomera. Pertanyé a la família dels Mulet, d'Algaida. El 1764 pertanyia al prevere Francesc Mulet i confrontava amb Capocorb, So n'Albertí, Gomera, Son Mut Aliardo i Son Tort. Tenia una extensió de 150 quarterades, té cases i un molí de sang. Era dedicada a la ramaderia ovina i a la producció de cereals. Les cases conserven una torre de defensa del segle xv.

## Construccions
Les cases de la possessió estan formades per diversos bucs adossats formant un bloc irregular que incorpora una torre de defensa, l'habitatge dels senyors, l'habitatge dels amos i algunes dependències agropecuàries: una pallissa, estables i sestadors. Al davant es troba la carrera. Aïlladament, al voltant d'aquest bloc irregular, hom hi troba instal·lacions típiques per a usos agrícola-ramaders: solls, una portassa amb un forn, sestadors, un molí de vent fariner a l'interior d'una barraca, i un buc format per l'habitatge dels missatges, estables, un magatzem i portasses. La possessió també disposa d'instal·lacions hidràuliques prop de les cases: dues cisternes i un aljub. El buc principal que integra l'habitatge dels amos té dues altures, planta baixa i porxo, i dues crugies.

### Torre de defensa
La torre de defensa del segle xv està integrada a les cases de la possessió configurant una carrera tancada. De la torre són visibles, des de l'exterior, les façanes sud-oest i sud-est, mentre que les altres dues són tapades, parcialment, pel cos més antic de l'habitatge de la possessió. És de planta quadrada, fa uns 5 m de costat, té tres plantes i està coberta per una teulada de dos aiguavessos. Està obrada amb paredat en verd de pedra viva tret dels angles i les obertures que són de marès. A la planta baixa la cambra s'empra com a dormitori i és coberta amb volta de canó.

## Restes arqueològiques
A la tanca de ses Males Llengos, hi ha una cova artificial funerària de l'edat del bronze (Cova de Gomereta - S'Hortal de ses Males Llengües). A la Tanca Prima des Camp des Clapers, s'hi han trobat urnes cineràries romanes en el jaciment Necròpoli de Gomereta. Dins la pleta de darrere les cases (Talaiot de Gomereta - Darrera ses Cases), es localitza un talaiot amb columna central i les restes d'altres construccions talaiòtiques.